# Plocoscelus plurimaculatus
Plocoscelus plurimaculatus är en tvåvingeart som beskrevs av Leander Czerny 1932. Plocoscelus plurimaculatus ingår i släktet Plocoscelus och familjen skridflugor.
Artens utbredningsområde är Ecuador. Inga underarter finns listade i Catalogue of Life.